# Saint-Paul-en-Gâtine
Saint-Paul-en-Gâtine é uma comuna francesa na região administrativa da Nova Aquitânia, no departamento de Deux-Sèvres. Estende-se por uma área de 15,39 km². Em 2010 a comuna tinha 454 habitantes (densidade: 29,5 hab./km²).